# Brzegi Dolne
Brzegi Dolne (früher Berehy Dolne, ukrainisch Береги Долішні) ist eine Ortschaft mit einem Schulzenamt der Gemeinde Ustrzyki Dolne im Powiat Bieszczadzki der Woiwodschaft Karpatenvorland, Polen.

## Geographie
Der Ort liegt am Bach Strwiąż (ukrainisch Стривігор) zwischen der Stadt Ustrzyki Dolne im Südwesten, Łodyna im Nordwesten und Krościenko im Nordosten.

## Geschichte
Der Ort wurde im Jahre 1532 nach dem Walachischen Recht gegründet. Das Lokationsprivileg wurde von Sigismund II. August für die Brüder Dymitr und Stecz ausgestellt. Das Dorf gehörte der Starostei in Przemyśl.
Bei der Ersten Teilung Polens kam Berehy Dolne 1772 zum neuen Königreich Galizien und Lodomerien des habsburgischen Kaiserreichs (ab 1804).
Im Jahre 1788 im Zuge der Josephinischen Kolonisation wurden deutsche Kolonisten lutherischer Konfession dort angesiedelt. Der deutsche Teil des Dorfes wurde Siegenthal genannt, blieb aber innerhalb der Gemeinde Berehy Dolne. Die Kolonisten gehörten zur Pfarrgemeinde in Bandrow.
Im Jahre 1900 hatte das Dorf Berehy Dolne in 144 Häusern 926 Einwohner, davon 681 ruthenischsprachige, 116 polnischsprachige, 129 deutschsprachige, 596 griechisch-katholische, 128 römisch-katholische, 57 Juden, 145 anderen Glaubens (evangelisch).
1918, nach dem Ende des Ersten Weltkriegs und dem Zusammenbruch der k.u.k. Monarchie, kam Berehy Dolny mit Sieganthal zu Polen. Unterbrochen wurde dies durch die Besetzung Polens durch die Wehrmacht im Zweiten Weltkrieg, während der die Orte zuerst zur Sowjetunion und ab 1941 zum Generalgouvernement gehörten. In den Jahren 1945–1951 gehörten sie wieder zur Sowjetunion (siehe Polnisch-Sowjetischer Gebietsaustausch).
Im Jahre 1940 infolge des Deutsch-Sowjetischen Grenz- und Freundschaftsvertrages wurden die Deutschen umgesiedelt.
Von 1975 bis 1998 gehörte Brzegi Dolne zur Woiwodschaft Krosno.

## Sehenswürdigkeiten
- griechisch-katholische Kirche aus Holz, gebaut 1844;

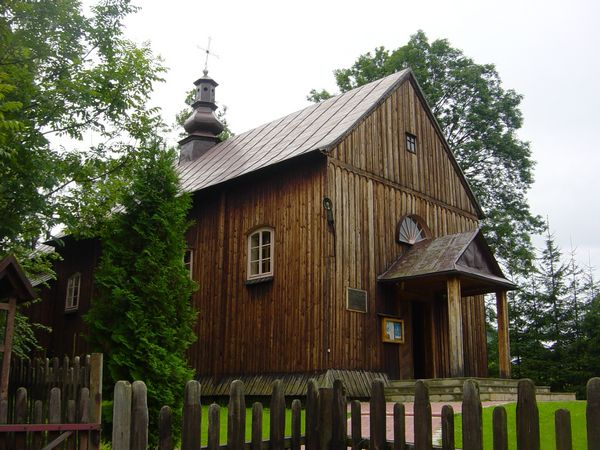
Griechisch-katholische Kirche